# 24 Horas de Le Mans de 1983
As 24 Hours of Le Mans de 1983 foi o 51º grande prêmio automobilístico das 24 Horas de Le Mans, tendo acontecido nos dias 18 e 19 de junho 1983 em Le Mans, França no autódromo francês, Circuit de la Sarthe.

## Resultados Finais

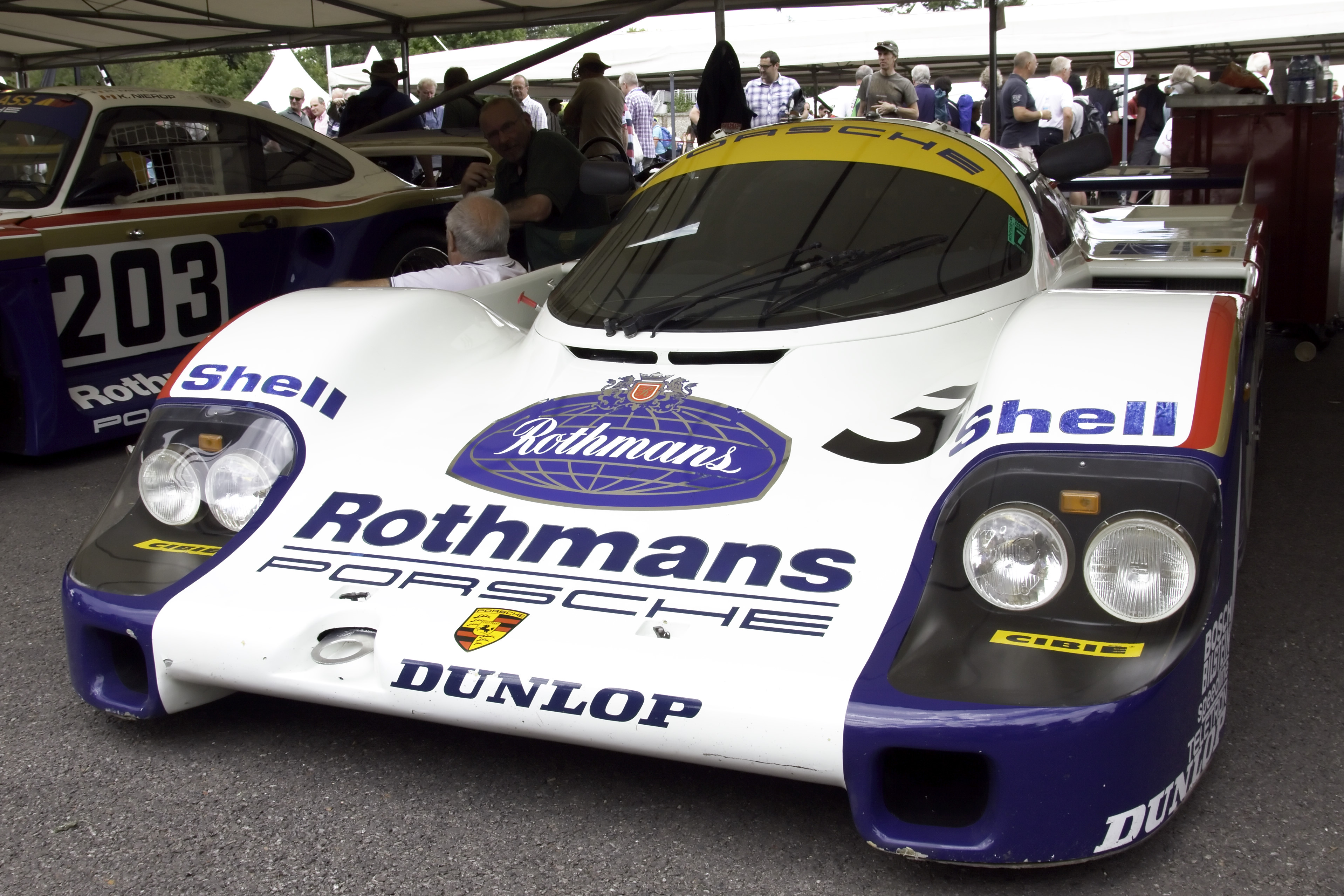
1. 3 Rothmans Porsche 956

| Pos    | Class | No | Equipe                             | Pilotos                                                   | Chassis                              | Pneus | Voltas |
| Pos    | Class | No | Equipe                             | Pilotos                                                   | Motor                                | Pneus | Voltas |
| ------ | ----- | -- | ---------------------------------- | --------------------------------------------------------- | ------------------------------------ | ----- | ------ |
| 1      | C     | 3  | Rothmans Porsche                   | Vern Schuppan Hurley Haywood Al Holbert                   | Porsche 956                          | D     | 370    |
| 1      | C     | 3  | Rothmans Porsche                   | Vern Schuppan Hurley Haywood Al Holbert                   | Porsche Type-935 2.6L Turbo Flat-6   | D     | 370    |
| 2      | C     | 1  | Rothmans Porsche                   | Jacky Ickx Derek Bell                                     | Porsche 956                          | D     | 370    |
| 2      | C     | 1  | Rothmans Porsche                   | Jacky Ickx Derek Bell                                     | Porsche Type-935 2.6L Turbo Flat-6   | D     | 370    |
| 3      | C     | 21 | Porsche Kremer Racing              | Mario Andretti Michael Andretti Philippe Alliot           | Porsche 956                          | G     | 364    |
| 3      | C     | 21 | Porsche Kremer Racing              | Mario Andretti Michael Andretti Philippe Alliot           | Porsche Type-935 2.6L Turbo Flat-6   | G     | 364    |
| 4      | C     | 12 | Sorga S.A. / Joest Racing          | Volkert Merl Clemens Schickentanz Mauricio de Narvaez     | Porsche 956                          | D     | 361    |
| 4      | C     | 12 | Sorga S.A. / Joest Racing          | Volkert Merl Clemens Schickentanz Mauricio de Narvaez     | Porsche Type-935 2.6L Turbo Flat-6   | D     | 361    |
| 5      | C     | 16 | John Fitzpatrick Racing            | John Fitzpatrick Guy Edwards Rupert Keegan                | Porsche 956                          | G     | 358    |
| 5      | C     | 16 | John Fitzpatrick Racing            | John Fitzpatrick Guy Edwards Rupert Keegan                | Porsche Type-935 2.6L Turbo Flat-6   | G     | 358    |
| 6      | C     | 8  | Sorga S.A. / Joest Racing          | Klaus Ludwig Stefan Johansson Bob Wollek                  | Porsche 956                          | D     | 354    |
| 6      | C     | 8  | Sorga S.A. / Joest Racing          | Klaus Ludwig Stefan Johansson Bob Wollek                  | Porsche Type-935 2.6L Turbo Flat-6   | D     | 354    |
| 7      | C     | 18 | Obermaier Racing                   | Axel Plankenhorn Desiré Wilson Jürgen Lässig              | Porsche 956                          | D     | 347    |
| 7      | C     | 18 | Obermaier Racing                   | Axel Plankenhorn Desiré Wilson Jürgen Lässig              | Porsche Type-935 2.6L Turbo Flat-6   | D     | 347    |
| 8      | C     | 14 | Canon Racing GTi Engineering       | Jonathan Palmer Jan Lammers Richard Lloyd                 | Porsche 956                          | ?     | 339    |
| 8      | C     | 14 | Canon Racing GTi Engineering       | Jonathan Palmer Jan Lammers Richard Lloyd                 | Porsche Type-935 2.6L Turbo Flat-6   | ?     | 339    |
| 9      | C     | 46 | Sauber Team Switzerland            | Diego Montoya Tony Garcia Albert Naon                     | Sauber C7                            | D     | 338    |
| 9      | C     | 46 | Sauber Team Switzerland            | Diego Montoya Tony Garcia Albert Naon                     | BMW M88 3.5L I6                      | D     | 338    |
| 10     | C     | 47 | Preston Henn T-Bird Swap Shop      | Preston Henn Jean-Louis Schlesser Claude Ballot-Léna      | Porsche 956                          | G     | 327    |
| 10     | C     | 47 | Preston Henn T-Bird Swap Shop      | Preston Henn Jean-Louis Schlesser Claude Ballot-Léna      | Porsche Type-935 2.6L Turbo Flat-6   | G     | 327    |
| 11     | B     | 93 | Charles Ivey Racing                | John Cooper Paul Smith David Ovey                         | Porsche 930                          | ?     | 303    |
| 11     | B     | 93 | Charles Ivey Racing                | John Cooper Paul Smith David Ovey                         | Porsche 3.3L Turbo Flat-6            | ?     | 303    |
| 12     | C Jr  | 60 | Mazdaspeed Co. Ltd.                | Takashi Yorino Yojiro Terada Yoshimi Katayama             | Mazda 717C                           | D     | 302    |
| 12     | C Jr  | 60 | Mazdaspeed Co. Ltd.                | Takashi Yorino Yojiro Terada Yoshimi Katayama             | Mazda 13B 1.3L 2-Rotor               | D     | 302    |
| 13     | B     | 92 | Georg Memminger                    | Georg Memminger Heinz Kuhn-Wiess Fritz Müller             | Porsche 930                          | D     | 299    |
| 13     | B     | 92 | Georg Memminger                    | Georg Memminger Heinz Kuhn-Wiess Fritz Müller             | Porsche 3.3L Turbo Flat-6            | D     | 299    |
| 14     | C     | 54 | Valentin Bertapelle                | Bruno Sotty Gérard Cuynet                                 | URD C81                              | D     | 292    |
| 14     | C     | 54 | Valentin Bertapelle                | Bruno Sotty Gérard Cuynet                                 | BMW M88 3.5L I6                      | D     | 292    |
| 15     | B     | 95 | Equipe Alméras Fréres              | Jacques Alméras Jean-Marie Alméras Jacques Guillot        | Porsche 930                          | M     | 279    |
| 15     | B     | 95 | Equipe Alméras Fréres              | Jacques Alméras Jean-Marie Alméras Jacques Guillot        | Porsche 3.3L Turbo Flat-6            | M     | 279    |
| 16     | C     | 10 | WM Secateva                        | Roger Dorchy Alain Courdec Pascal Fabre                   | WM P83                               | M     | 278    |
| 16     | C     | 10 | WM Secateva                        | Roger Dorchy Alain Courdec Pascal Fabre                   | Peugeot PRV 2.8L Turbo V6            | M     | 278    |
| 17     | C     | 41 | EMKA Productions Ltd.              | Tiff Needell Steve O'Rourke Nick Faure                    | EMKA C83/1                           | ?     | 275    |
| 17     | C     | 41 | EMKA Productions Ltd.              | Tiff Needell Steve O'Rourke Nick Faure                    | Aston Martin-Tickford 5.3L V8        | ?     | 275    |
| 18     | C Jr  | 61 | Mazdaspeed Co. Ltd.                | Steve Soper Jeff Allam James Weaver                       | Mazda 717C                           | D     | 267    |
| 18     | C Jr  | 61 | Mazdaspeed Co. Ltd.                | Steve Soper Jeff Allam James Weaver                       | Mazda 13B 1.3L 2-Rotor               | D     | 267    |
| 19     | C     | 29 | Christian Bussi                    | Daniel Herregods Jean-Paul Libert Pascal Witmeur          | Rondeau M382                         | D     | 265    |
| 19     | C     | 29 | Christian Bussi                    | Daniel Herregods Jean-Paul Libert Pascal Witmeur          | Ford Cosworth DFL 3.3L V8            | D     | 265    |
| 20     | B     | 96 | Michel Lateste                     | Raymond Touroul Michel Lateste Michel Bienvault           | Porsche 930                          | M     | 264    |
| 20     | B     | 96 | Michel Lateste                     | Raymond Touroul Michel Lateste Michel Bienvault           | Porsche 3.3L Turbo Flat-6            | M     | 264    |
| 21 NC  | B     | 97 | Raymond Boutinaud                  | Raymond Boutinaud Patrick Gonin Alain le Page             | Porsche 928S                         | D     | 234    |
| 21 NC  | B     | 97 | Raymond Boutinaud                  | Raymond Boutinaud Patrick Gonin Alain le Page             | Porsche 4.7L V8                      | D     | 234    |
| 22 NC  | C     | 53 | A.S. École Supérieure de Tourisme  | François Hesnault Thierry Perrier Bernard Salam           | Lancia LC1                           | D     | 232    |
| 22 NC  | C     | 53 | A.S. École Supérieure de Tourisme  | François Hesnault Thierry Perrier Bernard Salam           | Lancia 1.4L Turbo I4                 | D     | 232    |
| 23 NC  | C     | 51 | Scuderia Sivama Motor              | Oscar Larrauri Massimo Sigala Max Cohen-Olivar            | Lancia LC1                           | D     | 217    |
| 23 NC  | C     | 51 | Scuderia Sivama Motor              | Oscar Larrauri Massimo Sigala Max Cohen-Olivar            | Lancia 1.4L Turbo I4                 | D     | 217    |
| 24 NC  | C Jr  | 65 | François Duret                     | John Sheldon François Duret Ian Harrower                  | De Cadenet-Lola                      | ?     | 214    |
| 24 NC  | C Jr  | 65 | François Duret                     | John Sheldon François Duret Ian Harrower                  | Ford Cosworth DFV 3.0L V8            | ?     | 214    |
| 25 DSQ | C     | 30 | Primagaz                           | Lucien Guitteny Pierre Yver Bernard de Dryver             | Rondeau M382                         | D     | 266    |
| 25 DSQ | C     | 30 | Primagaz                           | Lucien Guitteny Pierre Yver Bernard de Dryver             | Ford Cosworth DFL 3.3L V8            | D     | 266    |
| 26 DNF | B     | 94 | Claude Haldi                       | Claude Haldi Günther Steckkönig Bernd Schiller            | Porsche 930                          | M     | 217    |
| 26 DNF | B     | 94 | Claude Haldi                       | Claude Haldi Günther Steckkönig Bernd Schiller            | Porsche 3.3L Turbo Flat-6            | M     | 217    |
| 27 DNF | C     | 2  | Rothmans Porsche                   | Jochen Mass Stefan Bellof                                 | Porsche 956                          | D     | 281    |
| 27 DNF | C     | 2  | Rothmans Porsche                   | Jochen Mass Stefan Bellof                                 | Porsche Type-935 2.6L Turbo Flat-6   | D     | 281    |
| 28 DNF | C     | 39 | Viscount Downe - Pace Petroleum    | Ray Mallock Mike Salmon Steve Earle                       | Nimrod NRA/C2B                       | A     | 218    |
| 28 DNF | C     | 39 | Viscount Downe - Pace Petroleum    | Ray Mallock Mike Salmon Steve Earle                       | Aston Martin-Tickford DP1229 5.3L V8 | A     | 218    |
| 29 DNF | C     | 24 | Ford France                        | Thierry Boutsen Henri Pescarolo                           | Rondeau M482                         | M     | 174    |
| 29 DNF | C     | 24 | Ford France                        | Thierry Boutsen Henri Pescarolo                           | Ford Cosworth DFL 4.0L V8            | M     | 174    |
| 30 DNF | C     | 20 | Cooke Racing                       | Ralph Kent-Cooke Jim Adams François Sérvanin              | Lola T610                            | G     | 165    |
| 30 DNF | C     | 20 | Cooke Racing                       | Ralph Kent-Cooke Jim Adams François Sérvanin              | Ford Cosworth DFL 4.0L V8            | G     | 165    |
| 31 DNF | B     | 90 | Angelo Pallavicini Brun Motorsport | Prince Leopold von Bayern Angelo Pallavicini Jens Winther | BMW M1                               | D     | 160    |
| 31 DNF | B     | 90 | Angelo Pallavicini Brun Motorsport | Prince Leopold von Bayern Angelo Pallavicini Jens Winther | BMW M88 3.5L I6                      | D     | 160    |
| 32 DNF | C Jr  | 63 | Scuderia Jolly Club                | Carlo Facetti Martino Finotto Marco Vanoli                | Alba AR2                             | P     | 158    |
| 32 DNF | C Jr  | 63 | Scuderia Jolly Club                | Carlo Facetti Martino Finotto Marco Vanoli                | Giannini Carma FF 1.9L Turbo I4      | P     | 158    |
| 33 DNF | C     | 28 | Jean Rondeau Ford France           | Vic Elford Joël Gouhier Anne-Charlotte Verney             | Rondeau M379                         | ?     | 136    |
| 33 DNF | C     | 28 | Jean Rondeau Ford France           | Vic Elford Joël Gouhier Anne-Charlotte Verney             | Ford Cosworth DFV 3.0L V8            | ?     | 136    |
| 34 DNF | C     | 6  | Martini Lancia                     | Paolo Barilla Alessandro Nannini Jean-Claude Andruet      | Lancia LC2                           | D     | 135    |
| 34 DNF | C     | 6  | Martini Lancia                     | Paolo Barilla Alessandro Nannini Jean-Claude Andruet      | Ferrari 268C 2.6L Turbo V8           | D     | 135    |
| 35 DNF | C     | 5  | Martini Lancia                     | Piercarlo Ghinzani Hans Heyer Michele Alboreto            | Lancia LC2                           | D     | 121    |
| 35 DNF | C     | 5  | Martini Lancia                     | Piercarlo Ghinzani Hans Heyer Michele Alboreto            | Ferrari 268C 2.6L Turbo V8           | D     | 121    |
| 36 DNF | C     | 9  | WM Secateva                        | Jean-Daniel Raulet Michel Pignard Didier Theys            | WM P83                               | M     | 102    |
| 36 DNF | C     | 9  | WM Secateva                        | Jean-Daniel Raulet Michel Pignard Didier Theys            | Peugeot PRV 2.8L Turbo V6            | M     | 102    |
| 37 DNF | C     | 26 | Ford France                        | Alain Ferté Jean Rondeau Michel Ferté                     | Rondeau M482                         | M     | 90     |
| 37 DNF | C     | 26 | Ford France                        | Alain Ferté Jean Rondeau Michel Ferté                     | Ford Cosworth DFL 4.0L V8            | M     | 90     |
| 38 DNF | C     | 11 | John Fitzpatrick Racing            | John Fitzpatrick David Hobbs Dieter Quester               | Porsche 956                          | G     | 135    |
| 38 DNF | C     | 11 | John Fitzpatrick Racing            | John Fitzpatrick David Hobbs Dieter Quester               | Porsche Type-935 2.6L Turbo Flat-6   | G     | 135    |
| 39 DNF | C     | 13 | Primagaz                           | Alain de Cadenet Yves Courage Michel Dubois               | Cougar C01B                          | M     | 86     |
| 39 DNF | C     | 13 | Primagaz                           | Alain de Cadenet Yves Courage Michel Dubois               | Ford Cosworth DFL 3.3L V8            | M     | 86     |
| 40 DNF | C     | 22 | Porsche Kremer Racing              | Derek Warwick Patrick Gaillard Frank Jelinski             | Porsche-Kremer CK5                   | G     | 76     |
| 40 DNF | C     | 22 | Porsche Kremer Racing              | Derek Warwick Patrick Gaillard Frank Jelinski             | Porsche Type-935 3.0L Turbo Flat-6   | G     | 76     |
| 41 DNF | C     | 38 | Dome Racing Colin Bennett          | Eliseo Salazar Chris Craft Nick Mason                     | Dome (March) RC82                    | ?     | 75     |
| 41 DNF | C     | 38 | Dome Racing Colin Bennett          | Eliseo Salazar Chris Craft Nick Mason                     | Ford Cosworth DFL 3.3L V8            | ?     | 75     |
| 42 DNF | C Jr  | 64 | Hubert Striebig                    | Hubert Striebig Noël del Bello Jacques Heuclin            | Sthemo SM01                          | ?     | 71     |
| 42 DNF | C Jr  | 64 | Hubert Striebig                    | Hubert Striebig Noël del Bello Jacques Heuclin            | BMW 2.2L I4                          | ?     | 71     |
| 43 DNF | C     | 49 | Grid Motor Racing Ltd.             | Fred Stiff Dudley Wood Ray Ratcliff                       | Grid Plaza S1                        | F     | 69     |
| 43 DNF | C     | 49 | Grid Motor Racing Ltd.             | Fred Stiff Dudley Wood Ray Ratcliff                       | Ford Cosworth DFL 4.0L V8            | F     | 69     |
| 44 DNF | C     | 36 | Brun Motorsport                    | Jacques Villeneuve Ludwig Heimrath David Deacon           | Sehcar C6                            | D     | 68     |
| 44 DNF | C     | 36 | Brun Motorsport                    | Jacques Villeneuve Ludwig Heimrath David Deacon           | Ford Cosworth DFL 4.0L V8            | D     | 68     |
| 45 DNF | C     | 72 | Jean Rondeau                       | Dany Snobeck Xavier Lapeyre Alain Cudini                  | Rondeau M382                         | M     | 31     |
| 45 DNF | C     | 72 | Jean Rondeau                       | Dany Snobeck Xavier Lapeyre Alain Cudini                  | Ford Cosworth DFL 3.3L V8            | M     | 31     |
| 46 DNF | C     | 4  | Martini Lancia                     | Michele Alboreto Teo Fabi Alessandro Nannini              | Lancia LC2                           | D     | 27     |
| 46 DNF | C     | 4  | Martini Lancia                     | Michele Alboreto Teo Fabi Alessandro Nannini              | Ferrari 268C 2.6L Turbo V8           | D     | 27     |
| 47 DNF | C     | 43 | Peer Racing                        | François Migault Dave Kennedy Martin Birrane              | Ford C100                            | G     | 16     |
| 47 DNF | C     | 43 | Peer Racing                        | François Migault Dave Kennedy Martin Birrane              | Ford Cosworth DFL 3.3L V8            | G     | 16     |
| 48 DNF | C     | 25 | Ford France                        | Jean-Pierre Jaussaud Philippe Streiff                     | Rondeau M482                         | M     | 12     |
| 48 DNF | C     | 25 | Ford France                        | Jean-Pierre Jaussaud Philippe Streiff                     | Ford Cosworth DFL 3.3L V8            | M     | 12     |
| 49 DNF | C     | 15 | Belga Team Joest Racing            | Jean-Michel Martin Marc Duez Philippe Martin              | Porsche 936C                         | D     | 9      |
| 49 DNF | C     | 15 | Belga Team Joest Racing            | Jean-Michel Martin Marc Duez Philippe Martin              | Porsche Type-935 2.7L Turbo Flat-6   | D     | 9      |
| 50 DNF | C     | 42 | Richard Cleare Racing              | Tony Dron Richard Cleare Richard Jones                    | Porsche-Kremer CK5                   | ?     | 8      |
| 50 DNF | C     | 42 | Richard Cleare Racing              | Tony Dron Richard Cleare Richard Jones                    | Porsche Type-935 3.0L Turbo Flat-6   | ?     | 8      |
| 51 DNF | B     | 91 | Edgar Dören                        | Alain Yvon Jean-Marie Lemerle Michael Krankenberg         | Porsche 930                          | ?     | 7      |
| 51 DNF | B     | 91 | Edgar Dören                        | Alain Yvon Jean-Marie Lemerle Michael Krankenberg         | Porsche 3.0L Turbo Flat-6            | ?     | 7      |

Legenda :DNQ = Não largou - DNF = Abandono - NC = Não classificado - DSQ= Desqualificado